# Santa Comba de Rossas
Santa Comba de Rossas es una freguesia portuguesa del municipio de Braganza, con 9,20 km² de superficie y 366 habitantes (2001). Su densidad de población es de 39,8 hab/km².